# مارلین آگولیوتی
مارلین آگولیوتی (انگلیسی: Marilyn Agliotti؛ زادهٔ ۲۳ ژوئن ۱۹۷۹ در بوکسبورگ، آفریقای جنوبی) بازیکن هاکی روی چمن اهل هلند بود. او که قبلاً نماینده آفریقای جنوبی بوده، پس از انتقال به هلند و اعطای پاسپورت هلندی، نماینده تیم ملی هلند شد.
وی در مسابقات کشوری و بین‌المللی در مجموع برندهٔ ۳ مدال طلا، ۲ مدال نقره، ۲ مدال برنز شده‌است.
او برای مسابقات قهرمانی اروپا ۲۰۰۷ در منچستر انتخاب شد و هلندی‌ها مدال نقره را به دست آوردند. آنها مدال برنز جام قهرمانان ۲۰۰۸ در مونشن گلادباخ را به دست آوردند. او یکی از اعضای تیم هلند بود که به بازی‌های المپیک تابستانی ۲۰۰۸ پکن راه یافت و مدال طلا را کسب کرد. او همچنین یکی از اعضای تیم هلند بود که مدال طلای المپیک تابستانی ۲۰۱۲ را به دست آورد.
آگلیوتی در نوامبر ۲۰۱۲ به حرفه بین‌المللی خود پایان داد اما به تمرینات خود با تیم محلی اورانژ زوارت ادامه داد. ادای احترام به او در مسابقات قهرمانی لیگ جهانی هاکی رابوبانک در سال ۲۰۱۳ انجام شد.